# UP KRITIS
Der UP KRITIS ist eine öffentlich-private Kooperation zwischen Betreibern Kritischer Infrastrukturen (KRITIS), deren Verbänden und den zuständigen staatlichen Stellen. Das Bundesamt für Sicherheit in der Informationstechnik (BSI) betreibt die Geschäftsstelle des UP KRITIS. Ursprünglich stand der Name für „Umsetzungsplan Kritische Infrastrukturen“, wurde aber nach Abschluss in 2013 zum Eigennamen der Kooperation.

## Ziele
In gemeinsamer Verantwortung von Staat und Wirtschaft soll der UP KRITIS einen Beitrag zum Schutz der Kritischen Infrastrukturen leisten, um die Versorgung der Bevölkerung mit wichtigen, teils lebenswichtigen Gütern und Dienstleistungen (kritischen Dienstleistungen) sicherzustellen sowie erhebliche Störungen der öffentlichen Sicherheit oder andere dramatische Folgen zu vermeiden. Aufgrund der hohen Bedeutung der Informationstechnik (IT) für kritische Prozesse bildet die IT in den kritischen Prozessen den Schwerpunkt der Arbeiten.
Die Mitglieder des UP KRITIS arbeiten in verschiedenen Gremien sowohl sektorspezifisch als auch sektorübergreifend an technischen, organisatorischen und politischen Fragestellungen. Die Arbeiten dienen der Vorbereitung auf und Verhinderung von Sicherheitsvorfällen sowie Versorgungsausfällen. Um aktuellen Gefährdungen zu begegnen, tauschen sich die Mitglieder zu technischen Grundsatzthemen wie dem Stand der Technik, zur Bedrohungslage, zu den Folgen aktueller Krisen sowie zu Vorgehensweisen bei der Krisenbewältigung aus und kooperieren im Meldewesen.
Der UP KRITIS verfolgt das zentrale Ziel, die Resilienz der Kritischen Infrastrukturen zu erhöhen und auf einem hohen, der Bedeutung angemessenen Niveau zu stabilisieren.

## Geschichte
Der Schutz Kritischer Infrastrukturen ist ein kontinuierlicher Prozess, der sich angesichts stetig verändernder Rahmenbedingungen und Bedrohungen permanent weiterentwickelt. Dies haben Wirtschaft und Staat bereits vor Jahren erkannt und als wichtige nationale Aufgabe aufgegriffen. Die Bundesregierung verfolgt beim Schutz der Kritischen Infrastrukturen strategisch und in der operativen Umsetzung einen ganzheitlichen Ansatz, in dessen Rahmen in den Jahren 2005 und 2006 in Zusammenarbeit mit Betreibern bzw. der Wirtschaft der Umsetzungsplan KRITIS entstand. Mit Veröffentlichung des Umsetzungsplans im Jahr 2007 wurde diese öffentlich-private Zusammenarbeit dann institutionalisiert. Gemeinsames Ziel war und ist es, den Schutz der Kritischen Infrastrukturen branchen- und sektorübergreifend zu verbessern.
Da der Umsetzungsplan im Jahr 2013 umgesetzt war, wurde der Name UP KRITIS im Jahr 2013 zum Eigenname, d. h. UP bedeutet nicht mehr Umsetzungsplan.

## Teilnahme, Aufbau und Organisation
Alle Organisationen mit Sitz in Deutschland, die Kritische Infrastrukturen in Deutschland betreiben, nationale Fach- und Branchenverbände, anerkannte SPoCs aus den KRITIS-Sektoren sowie die zuständigen Behörden können Teilnehmer des UP KRITIS werden. Seit Einführung eines neuen Teilnahmemodells im Jahr 2014 steigt die Beteiligung kontinuierlich an.
Aktuell nehmen ca. 910 Organisationen teil.
Um aktiv an den strategisch-konzeptionellen Zielen und Projekten des UP KRITIS mitzuwirken, können die Teilnehmer für einzelne Beschäftigte ihrer Organisation die Aufnahme in Arbeitskreise beantragen. In diesen Arbeitskreisen findet die brancheninterne (Branchenarbeitskreise) bzw. die branchenübergreifende (Themenarbeitskreise) thematische Arbeit statt.
Die zentralen Bestandteile des UP KRITIS sind die Arbeitskreise für den fachlichen Austausch, das branchenübergreifende Plenum und ein auf politischer Ebene eingerichteter Rat. Ein Stab und eine Geschäftsstelle unterstützen diese Gremien.

## Veröffentlichungen (Auswahl)
- Stellungnahme des UP-KRITIS Wirtschaftsbeirates zum Referentenentwurf des IT-Sicherheitsgesetz 2.0, Deutscher Bundestag, Ausschussdrucksache 19(4)727, Dezember 2020
- Lessons-learned: Krisenvorsorge und Krisenbewältigung COVID-19 im Kontext des Schutzes KRITIS, bsi.bund.de, Version 1.0 vom 26. Mai 2021
- Empfehlungen zu Entwicklung und Bereitstellung von in Kritischen Infrastrukturen eingesetzten Produkten, bsi.bund.de, Version 2.0 vom 1. Dezember 2022